# Інґрід Гарінґа
Інґрід Гарінґа (нід. Ingrid Haringa, 11 липня 1964) — нідерландська велогонщиця.
Срібна призерка Олімпійських Ігор 1996 року в гонці за очками, бронзова призерка 1992 (спринт), 1996 (спринт) років.